# Antonio Ullo
Antonio Ullo (ur. 7 stycznia 1963 w Milazzo) – włoski lekkoatleta specjalizujący się w biegach krótkich.

## Kariera
Zdobył 4 medale w zawodach międzynarodowych z czego 2 w sztafecie. Zajął 4. miejsce w sztafecie i na Letnich Igrzyskach Olimpijskich w Los Angeles 1984. Na tych samych igrzyskach olimpijskich ustanowił rekord życiowy na 100 metrów wynoszący 10,36 sekundy. W latach 1983–1991 30 razy wystąpił w kadrze narodowej.
W 1985 w zawodach Pucharu Europy w Moskwie zdobył brązowy medal w sztafecie 4 × 100 m.
W maju 1987 w Potenzie ustanowił rekord życiowy w biegu na 200 metrów wynoszący 20.99 sekund.